# Berührungslose Dosierung
Die berührungslose Dosierung – auch als Jetten oder als kontaktlose Dosierung bezeichnet – ist eine Dosierung, bei der eine abdosierte, zusammenhängende Flüssigkeitsmenge frei – also vollständig von der Dosieröffnung losgelöst – auf den Zielort zufliegt.
In diesem Zusammenhang wird unter dem Verfahren des „Dosierens“ ein hochgenaues Portionieren von flüssigen oder pastösen Medien innerhalb einer zu entwickelnden Folge von Produktionsprozessschritten verstanden. Dabei geht es üblicherweise um irgendwelche Produktionsprozesse in der Industrie, in denen „Dosieren“ sich als zweckmäßig bzw. passend erweist, um ein bestimmtes Produktionsziel zu erreichen.

## Charakterisierung
Für hochproduktive, industrielle Anwendungen und für die „Industrie 4.0“ wurde „Jetten“ zum Begriff für berührungsloses Dosieren, da es Schnelligkeit, Fliegen und impulsives Herauswerfen impliziert.
Wesentlich für die produktive Anwendbarkeit des Jettens ist die wiederholbare, rückstandsfreie Ablösung einer definierten Flüssigkeitsmenge von der Dosieröffnung, sowie der definierte Bewegungsimpuls der dann frei fliegenden Abgabemenge.
Beim Jetten „überfliegt“ das Dosiergerät (Dosierventil) die Ziele und gibt zum geeigneten Zeitpunkt eine Flüssigkeitsmenge ab, die dann aufgrund ihres Gesamtimpulses und z. B. der Schwerkraft frei fliegend den Zielort erreicht.
Typische Flughöhen der Dosieröffnung über dem Zielort liegen eher im Millimeter- als im Zentimeterbereich, da Kugelbildungskräfte, inneres Impulsgeschehen, Wärmetransfer oder andere Reaktionen mit der Umwelt Form und Eigenschaften der Dosiermenge in der Flugphase ändern.
Abgabemengen liegen typisch zwischen 3 nl und 0,5 ml mit Schwerpunkt bei etwa 10 µl.
Die in der Fügetechnik verbreitete Methode des "Jettens" sollte nicht verwechselt werden mit der häufig als "Jet-Dosierung" bezeichneten, sprühenden Flüssigkeitsabgabe zum Beschichten von Oberflächen, welche nur prozesstechnisch bedingt ebenfalls ohne Berührung des Zielobjektes erfolgt.

## Technische Anforderungen des Jettens
Aufgrund des notwendigen kinematischen Impulses der Abdosiermenge und der Umwelteinwirkungen in der Flugphase ergeben sich spezifische Themen beim Jetten:
- Checklistenerstellung zu sämtlichen Prozessszenarien, welche zu vermeiden sind / Kontrolle:
  - Restanhaftungen an der Dosieröffnung, Kumulation und Veränderung des Ablöseverhaltens (durch Impulsänderung) bis zur Verstopfung
  - „Satellitenbildung“ durch verspätete Teilablösungen im Dosieröffnungsbereich
  - „Satellitenbildung“ und/oder Zerstäuben[2][3] durch innere Impulsgradienten der „Tropfen“ und deren „Kugelbildungskräfte“
  - dynamische Formänderungen bis hin zur Aufteilung während des Fluges (z. B. Knochen- oder Torusformbildung)
  - Zerspritzen durch Aufprall am Zielort
  - Temperatur- und Viskositätsänderungen verändern u. a. die Fluiddynamik
- Anforderungen an den Abdosiermechanismus:
  - Anwendungsspezifisch definierbare Öffnungs-, Durchlass- und insbesondere Schließkinetik
  - Je kleiner die einzelne Abgabemenge („Dot“) sein soll, desto wesentlicher ist der beim Schließen erzeugte  kinematische Impulsanteil für die einwandfreie Ablösung von der Dosieröffnung
  - Hochviskose oder stark adhäsive Flüssigkeiten bzw. Pasten benötigen kräftige Schließimpulse zur Ablösung
- Bewerkstelligung der Beherrschung relevanter Prozessparameter:
  - Viskosität der Flüssigkeit (oder Paste), Rheologie
  - Reaktivität der Flüssigkeit (Lager- und Handhabungsbedingungen)
  - hydraulische Bedingungen (Druck und Flußwiderstände)

### Dosiermechanismen
Zumeist druckbeaufschlagte Kugelsitzventile, deren Kugelverschluss durch pneumatische, elektromagnetische, elektropneumatische oder piezoelektrische Aktoren betätigt wird, wobei letztere die höchste Leistungsdichte und Dosierfrequenzen im Kilohertzbereich und extrem steile Schaltflanken erreichen. Damit einhergehend wird die Einbindung von Dosiergeräten und Wägeverstärkern in Steuerungssysteme häufig zu einer integralen Teilaufgabe in dosiertechnischen Projekten.
Jettende Dosierventile können als Spezialfälle einer Dosierpumpe angesehen werden, da mindestens in der Tropfenablösungsphase aktive Verdrängung angewendet wird.

## Anwendungsgebiete
- Aufgrund der sauberen, stabilen und servicefreundlichen Prozesseigenschaften werden typisch hochproduktive Serienfertigungsaufgaben[6] durch Jetten bewerkstelligt, insbesondere bei der Herstellung von Konsumer-Produkten wie Smartphones oder Einwegverpackungen. Gejettet werden dabei meist flüssige und pastöse Funktionsmaterialien der Elektronikbranche, auch Klebstoffe.
- Jetten ist eine Schlüsselfunktion für zuverlässigen Materialauftrag im Rahmen der „Industrie 4.0“, z. B. beim Binder Jetting (auch 3D-Druck) bzw. der generativen Fertigung.